# Chisocheton curranii
Chisocheton curranii är en tvåhjärtbladig växtart som beskrevs av Merrill. Chisocheton curranii ingår i släktet Chisocheton och familjen Meliaceae. Inga underarter finns listade i Catalogue of Life.